# Troinex

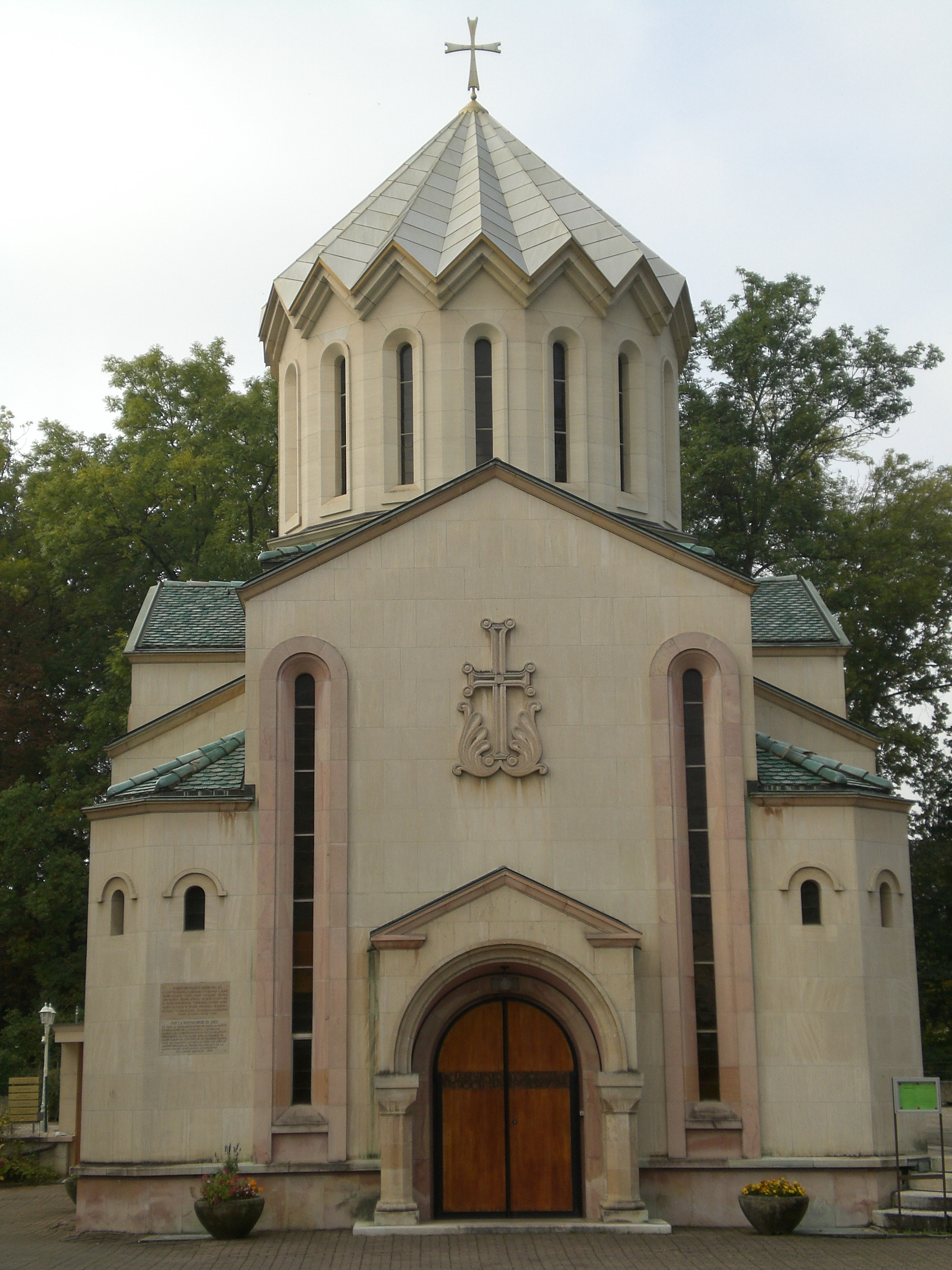
Armenische Kirche in Troinex

Troinex ist eine politische Gemeinde im Schweizer Kanton Genf.
Troinex liegt südlich der Arve an der Grenze zu Frankreich.

## Geographie
Das Gebiet von Troinex erstreckt sich über 3,42 km2.

## Geschichte
Die Gemeinde Troinex wurde 1817 durch Abspaltung von der Gemeinde Veyrier gegründet.

## Bevölkerung
| Bevölkerungsentwicklung | Bevölkerungsentwicklung | Bevölkerungsentwicklung | Bevölkerungsentwicklung | Bevölkerungsentwicklung | Bevölkerungsentwicklung | Bevölkerungsentwicklung | Bevölkerungsentwicklung | Bevölkerungsentwicklung | Bevölkerungsentwicklung | Bevölkerungsentwicklung | Bevölkerungsentwicklung |
| ----------------------- | ----------------------- | ----------------------- | ----------------------- | ----------------------- | ----------------------- | ----------------------- | ----------------------- | ----------------------- | ----------------------- | ----------------------- | ----------------------- |
| Jahr                    | 1518                    | 1822                    | 1850                    | 1900                    | 1950                    | 2000                    | 2010                    | 2012                    | 2014                    | 2016                    | 2017                    |
| Einwohner               | 36 Haushalte            | 176                     | 247                     | 329                     | 706                     | 2030                    | 2185                    | 2236                    | 2329                    | 2274                    | 2293                    |

## Sehenswürdigkeiten
→ Liste der Kulturgüter in Troinex